# Лоран Белгийски
Лоран Беноа Бодуен Мари Белгийски (на френски: Laurent Benoît Baudouin Marie de Belgique; на нидерландски: Laurens Benedikt Boudewijn Maria van België) е принц на Белгия, син на крал Албер II и по-малък брат на крал Филип.

## Биография
Лоран е роден на 19 октомври 1963 година в Брюксел и е третото дете на Албер, по това време принц на Лиеж, и съпругата му Паола. През 1986 година завършва Кралската военна академия, след което заема офицерска длъжност във флота, достигайки до звание капитан I ранг (2004). След като баща му става крал през 1993 година участва в дейността на няколко природозащитни организации.